# رود مندا
رود مندا (انگلیسی: Menda) یک رودخانه در استان یاقوتستان کشور روسیه است.